# Ashak
Ashak es un plato afgano hecho de albóndigas rellenas de puerros, cubiertas con, menta, quroot o una salsa de yogur de ajo y una salsa de carne.

## Significado y ingredientes
"Aushak" es un menú común para las fiestas islámicas y reuniones festivas como Eid y Ramadán. Los ingredientes principales necesarios para cocinar Ashak son: cebolla blanca picada, pasta de jengibre y ajo, kheema o carne picada, pasta de tomate, comino en polvo, pimienta negra en polvo, cilantro en polvo, chile en polvo o al gusto, cúrcuma en polvo, hojas de cilantro, cebolleta, pasta conchiglie.

## Receta
La receta de ashak implica dos horas de preparación. Para hacer la masa, coloca la harina, la sal y el aceite en un bol grande y agrega poco a poco el agua hasta que se forme una masa firme (es posible que no necesite toda el agua). Coloque sobre una superficie de trabajo ligeramente enharinada y amase durante 8 a 10 minutos, o hasta que la masa esté suave y elástica. Cubra con una envoltura de plástico y refrigere durante al menos 30 minutos.
Para hacer la salsa, caliente el aceite en una cacerola grande a fuego medio-alto. Cocine la cebolla durante 6 a 8 minutos o hasta que esté dorada. Retire la cebolla de la sartén, dejando tanto aceite en la sartén como sea posible. Agregue la carne picada y cocine por 15 minutos, o hasta que se dore un poco y el líquido se evapore.
Para hacer el relleno, combine todos los ingredientes y refrigere hasta que sea necesario.
Para hacer el yogur de ajo, use un mortero para machacar el ajo y la sal para formar una pasta suave. Batir el yogur, la pasta de ajo y el agua en un bol hasta que quede suave.

### Ingredientes (para 10 personas)

#### Masa
- 1 kilogramo de harina común, más extra para amasar
- 2 cucharadas de sal
- 1 cucharada de aceite vegetal
- 500 ml (2 tazas) de agua, aproximadamente

#### Salsa
- 250 ml (1 taza) de aceite vegetal
- 2 cebollas grandes, picadas
- 1 kilogramo de carne picada
- 4 dientes de ajo picados
- 1 pimiento rojo picado
- 400 g de tomates cortados en cubitos
- 2 chiles rojos medianos, picados
- 1 cucharada de cúrcuma molida
- 1 cucharada de sal
- 250 ml (1 taza) de agua hirviendo
- 1 taza de chana dal, remojada, enjuagada y cocida hasta que esté tierna

#### Relleno
- 1 kilo de gandana, puerros o cebolletas, lavados y picados finamente
- 1 cucharada de pimienta negra recién molida
- 1 cucharada de sal
- 2 cucharadas de margarina o mantequilla blanda
- 1 manojo de cilantro, lavado y picado

#### Yogur de ajo
- 2 dientes de ajo
- 1 cucharadita de sal
- 1 k de yogur natural
- 250 ml (1 taza) de agua
- menta seca, para servir